# Collinée
Collinée is een plaats en voormalige gemeente in het Franse departement Côtes-d'Armor in de regio Bretagne. De plaats maakt deel uit van het arrondissement Dinan.

## Geschiedenis
Collinée is op 1 januari 2016, samen met de gemeenten Le Gouray, Langourla, Plessala, Saint-Gilles-du-Mené, Saint-Gouéno en Saint-Jacut-du-Mené, opgegaan in de gemeente Le Mené.

## Geografie
De oppervlakte van Collinée bedraagt 7,0 km².
De onderstaande kaart toont de ligging van Collinée met de belangrijkste infrastructuur en aangrenzende gemeenten.

## Demografie
Onderstaande figuur toont het verloop van het inwonertal.
Collinée · Le Gouray · Langourla · Plessala · Saint-Gilles-du-Mené · Saint-Gouéno · Saint-Jacut-du-Mené